# Vladimír Petříček
Vladimír Petříček (Libiš, 1948. június 17. –) olimpiai ezüstérmes cseh evezős, kormányos.

## Pályafutása
Az 1972-es müncheni olimpián kormányos kettesben ezüst-, kormányos négyesben bronzérmet szerzett. Egy világbajnoki bronz- illetve egy-egy Európa-bajnoki arany- és bronzérmet nyert.

## Sikerei, díjai
- Olimpiai játékok
  - ezüstérmes: 1972, München (kormányos kettes)
  - bronzérmes: 1972, München (kormányos négyes)
- Világbajnokság
  - bronzérmes: 1974 – kormányos kettes
- Európa-bajnokság
  - aranyérmes: 1969 – kormányos kettes
  - bronzérmes: 1973 – kormányos négyes